# Milano
Milano (phát âm tiếng Ý: [miˈlaːno] ⓘ, phương ngữ Milano của tiếng Lombardia: Milan, /miˈlã/) là một thành phố chính của miền bắc Ý, một trong những đô thị phát triển nhất châu Âu, và là thủ phủ của vùng Lombardia. Nội thị thành phố có dân số khoảng 1.310.000 người, còn khu vực đô thị Milano là lớn nhất ở Ý và lớn thứ 5 ở Liên minh châu Âu với dân số 4.345.000 người trên một diện tích 2370 km². Vùng đô thị Milano lớn nhất Ý, theo ước tính của OECD thì có dân số 7.400.000 người.. Ranh giới thành phố tương đối nhỏ, bị giới hạn (khoảng 1/8 so với Roma) vì sự phát triển từ xưa của vùng nông nghiệp trù phú Lombardy. Đại đô thị Milano cũng được mở rộng tới một vài thành phố của Thụy Sĩ ở vùng phía nam Canton Ticino tuy nhiên nó không phải là một sự thống nhất về hành chính.
Thành phố được người Insubri thuộc nhóm dân Celt lập với tên gọi Medhlan.
Sau đó thành phố đã bị người La Mã chiếm vào năm 222 trước Công nguyên và trở nên thịnh vượng dưới thời Đế chế La Mã với tên gọi là Mediolanum trong tiếng Latinh. Sau đó Milano thuộc sự cai trị của Visconti, Sforza, người Tây Ban Nha vào thế kỷ 16 và thuộc cai trị của người Áo trong thế kỷ 18. Năm 1796, Milano bị Napoleon I chiếm và được chọn làm kinh đô của Vương quốc Ý của Napoleon I năm 1805. Trong thời kỳ lãng mạn, Milano đã là một trung tâm văn hóa ở châu Âu, thu hút nhiều nghệ sĩ, nhà soạn nhạc và các nhân vật văn học quan trọng. Trong thế chiến II, thành phố bị ảnh hưởng nặng nề của bom đạn Đồng Minh, và bị Đức chiếm đóng năm 1943, Milano đã trở thành trung tâm của kháng chiến của người Ý. Dù thế, sau chiến tranh Milano đã chứng kiến thời kỳ tăng trưởng kinh tế, thu hút hang ngàn dân nhập cư từ phía nam nước Ý và cư dân nước ngoài.
Là một thành phố quốc tế, Milano có 13,3% dân số đến từ nước ngoài. Thành phố này là một trong những trung tâm giao thông vận tải của châu Âu  đồng thời là một trong những trung tâm công nghiệp, Milano là trung tâm kinh doanh và tài chính quan trọng thứ 10 Liên minh châu Âu (2009) với nền kinh tế (xem kinh tế Milano) giàu thứ 26 thế giới về sức mua tương đương,. Vùng đô thị Milano có GDP thứ 7 châu Âu năm 2008. Tỉnh Milano (đang ngày càng trở thành một khu vực đô thị hành chính đơn nhất vượt quá phạm vi đô thị Milano) có GDP đầu người khoảng 40.000 euro năm 2007 (161% mức trung bình EU 27) là mức cao nhất trong các tỉnh của Ý (Il Sole 24 Ore Quality of life survey 2008) và công nhân thành phố này có tỷ lệ thu nhập cao nhất ở Ý, và thứ 26 thế giới. Ngoài ra, Milano là thành phố đắt đỏ thứ 11 trên thế giới cho những người làm công nước ngoài, và theo nghiên cứu năm 2010 được tiến hành bởi Economist Intelligence Unit, thành phố này có mức giá đắt đỏ thứ 12 thế giới. Môi trường kinh tế của thành phố này đã khiến nó là trung tâm tài chính và kinh doanh thứ 20 thế giới và thứ 10 châu Âu, Milano luôn được xem là một trong những thành phố nổi tiếng nhất thế giới.
Milano được công nhận là thủ đô thời trang và thiết kế của thế giới (từ milliner—thợ thiết kế mũ trong tiếng Anh có gốc từ tên của thành phố này), với sự ảnh hưởng lớn trong thương mại, công nghiệp, âm nhạc, thể thao, văn học, nghệ thuật và truyền thông đại chúng, khiến Milano là một trong các thành phố alpha thế giới của GaWC của thành phố toàn cầu. Siêu đô thị Lombard đặc biệt nổi tiếng về các cửa hiệu thời trang (như những cửa hiệu dọc theo Via Monte Napoleone) và Galleria Vittorio Emanuele ở Piazza Duomo (nổi tiếng là siêu thị cổ nhất thế giới). Thành phố có di sản văn hóa phong phú, có cuộc sống đêm sôi động, và có nền ẩm thực độc nhất với nhiều món ăn như bán Nôen Panettone và risotto alla Milanese. Thành phố đặc biệt nổi tiếng với truyền thống âm nhạc, đặc biệt là opera, là quê hương của nhiều nhà soạn nhạc quan trọng (như Giuseppe Verdi) và các nhà hát (như Teatro alla Scala). Milano nổi tiếng có nhiều bảo tàng, trường đại học, học viện, cung điện, giáo đường và thư viện (như Học viện Brera và Castello Sforzesco) và hai câu lạc bộ bóng đá nổi tiếng: A.C. Milan và F.C. Internazionale Milano. Do đó Milano là điểm đến du lịch thứ 52 châu Âu, với 1,914 triệu lượt du khách nước ngoài đến thành phố này trong năm 2008. Thành phố là nơi tổ chức Hội chợ Thương mại Thế giới vào năm 1906 và là ứng cử viên giành quyền đang cai Hội chợ toàn cầu vào năm 2015.

## Kinh tế

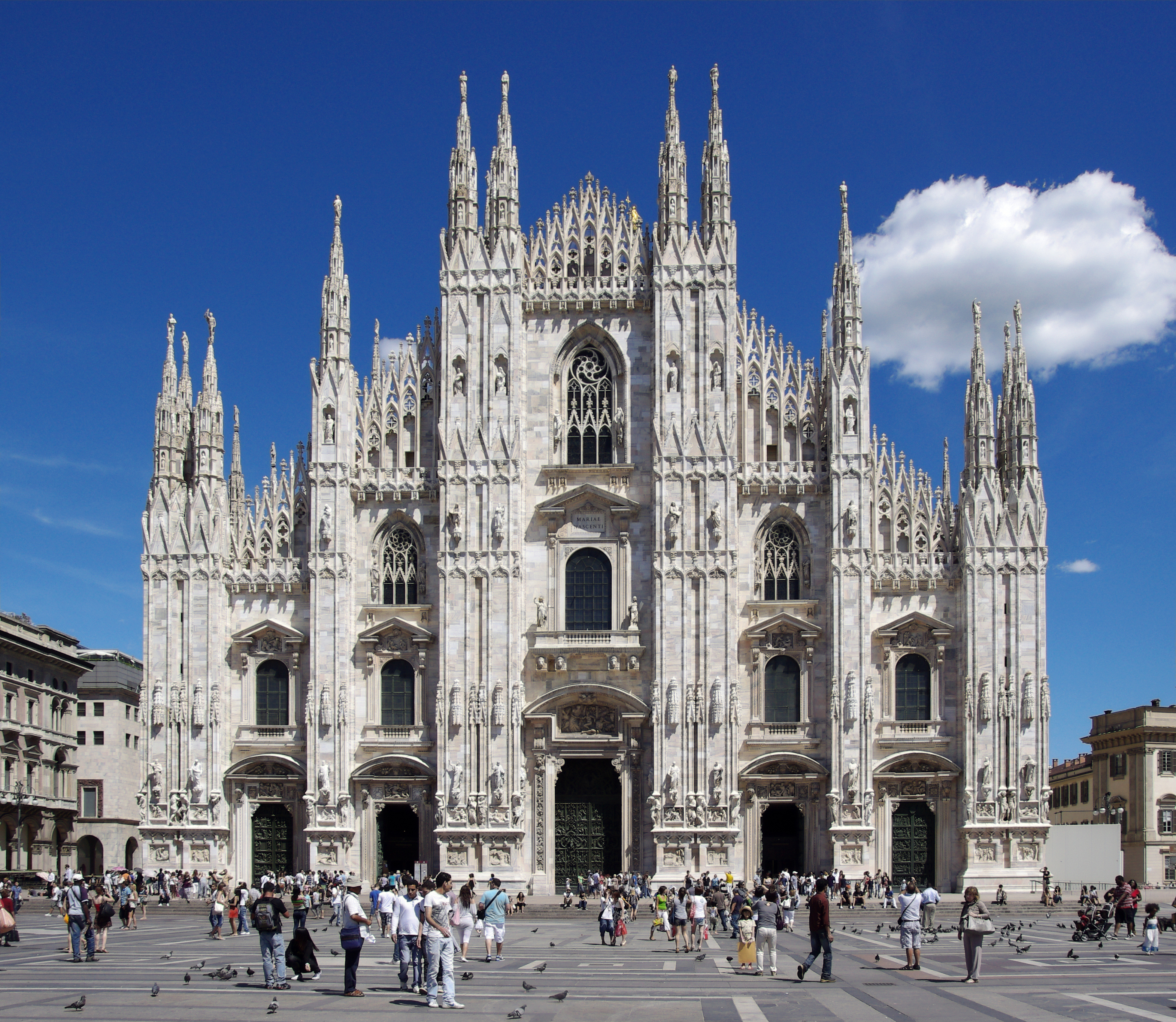
Nhà thờ chính tòa (Duomo) là biểu tượng của Milano.

Milano là một trong những trung tâm thương mại và tài chính quan trọng của thế giới. Thành phố là nơi đặt trụ sở của Thị trường chứng khoán Ý và tập đoàn Alfa Romeo, nổi tiếng với sản phẩm lụa. Milano là một trong những kinh đô thời trang của thế giới và là thành phố dẫn đầu về thiết kế, trong danh sách 10 thành phố toàn cầu Alpha world cities.
Milano là một trong những trung tâm tài chính và kinh doanh của thế giới, với GDP năm 2004 là lớn và các trung tâm kinh doanh, và với GDP năm 2004 của 241,2 tỷ euro (tương đương 312 tỷ USD), vùng đô thị Milano có GDP cao thứ 4 châu Âu, nếu thành phố này là một quốc gia thì nó sẽ có nền kinh tế đứng thứ 28 thế giới, lớn tương đương kinh tế nước Áo. Milano, theo một nghiên cứu của Chỉ số tăng trưởng kinh tế khu vực châu Âu, là thành phố có mức tăng trưởng GDP thứ 57 ở châu Âu, thấp hơn các thành phố khác Ý như Rome và Bologna, nhưng vượt Florence 

## Thể thao
Milano không chỉ nổi tiếng về sự phồn thịnh về kinh tế của mình, mà còn nổi tiếng về những câu lại bộ bóng đá danh tiếng: Inter Milan và AC Milan- 2 câu lạc bộ từng nhiều lần đạt chức vô địch Serie A.

## Giao thông
Sau Bologna, Milano là trung tâm đường sắt thứ hai của Ý, và năm nhà ga xe lửa chính của Milano, trong đó nhà ga trung tâm Milano, thuộc trong số các nhà ga đường sắt tấp nập nhất nước Ý. Các tuyến đường xe lửa đầu tiên được xây dựng tại Milano, tuyến đường sắt Milan và Monza đã được khai trương phục vụ vào ngày 17 tháng 8 năm 1840.
Kể từ ngày 16 tháng 12 năm 2009, hai đường sắt cao tốc kết nối Milano với Bologna, Florence, Roma, Napoli Salerno theo một hướng, và đến Turino theo hướng khác.
Azienda Trasporti Milanesi (ATM) vận hành tuyến trong khu vực đô thị, quản lý một mạng lưới vận tải công cộng bao gồm ba tuyến đường sắt đô thị và xe điện, xe buýt. Đội xe điện bao gồm một xe ATM Peter Witt, ban đầu được xây dựng vào năm 1928 và hiện vẫn còn vận hành. Nhìn chung mạng lưới bao gồm gần 1.400 km đến 86 đô thị. Bên cạnh đó giao thông công cộng, ATM còn quản lý các bãi đỗ xe, các khu vực đỗ xe trên đường phố ở trung tâm lịch sử và trong các khu thương mại sử dụng hệ thống thẻ đỗ xe SostaMilano.
Milan có ba tuyến đường tàu điện ngầm trong một hệ thống gọi là Tàu điện ngầm Milano, với tổng chiều dài hơn 80 km. Nó bao gồm ba tuyến, tuyến dòng màu đỏ mà chạy về phía đông bắc và phía tây, tuyến màu xanh chạy về phía đông bắc và tây nam, và tuyến đường màu vàng chạy về phía bắc và phía nam.
Milano có một dịch vụ taxi thuộc các công ty tư nhân và được cấp giấy phép bởi thành phố Milano (comune di Milano). Tất cả các xe taxi có cùng màu, màu trắng. Giá cước được dựa trên giá vé quy định cho một đoạn đầu và giá vé một bổ sung dựa trên thời gian và khoảng cách đi. Số lượng giấy phép được giữ ở mức thấp do giới tài xế taxi vận động hành lang. Tìm một taxi có thể khó khăn trong giờ cao điểm hay ngày mưa, và hầu như không thể tìm thấy phương tiện giao thông công cộng trong thời gian đình công, vốn xảy ra thường xuyên.
Thành phố của Milano có hai sân bay quốc tế: sân bay quốc tế Malpensa, sân bay lớn thứ hai tại Ý, có cự ly khoảng 50 km từ trung tâm Milano và kết nối với trung tâm thành phố bằng "tuyến đường sắt nhanh Malpensa". Sân bay này phục vụ khoảng 17,7 triệu lượt hành khách trong năm 2009. Sân bay Linate, gần ranh giới thành phố, chủ yếu sử dụng cho trong nước và đường bay quốc tế ngắn, với hơn 9 triệu lượt khách trong năm 2007. Sân bay của Orio al Serio, gần thành phố Bergamo, phục vụ hàng không giá rẻ của Milano (với gần 6 triệu lượt khách trong năm 2007).

## Khí hậu
| Dữ liệu khí hậu của Milano (Sân bay Milano-Linate)     | Dữ liệu khí hậu của Milano (Sân bay Milano-Linate) | Dữ liệu khí hậu của Milano (Sân bay Milano-Linate) | Dữ liệu khí hậu của Milano (Sân bay Milano-Linate) | Dữ liệu khí hậu của Milano (Sân bay Milano-Linate) | Dữ liệu khí hậu của Milano (Sân bay Milano-Linate) | Dữ liệu khí hậu của Milano (Sân bay Milano-Linate) | Dữ liệu khí hậu của Milano (Sân bay Milano-Linate) | Dữ liệu khí hậu của Milano (Sân bay Milano-Linate) | Dữ liệu khí hậu của Milano (Sân bay Milano-Linate) | Dữ liệu khí hậu của Milano (Sân bay Milano-Linate) | Dữ liệu khí hậu của Milano (Sân bay Milano-Linate) | Dữ liệu khí hậu của Milano (Sân bay Milano-Linate) | Dữ liệu khí hậu của Milano (Sân bay Milano-Linate) |
| Tháng                                                  | 1                                                  | 2                                                  | 3                                                  | 4                                                  | 5                                                  | 6                                                  | 7                                                  | 8                                                  | 9                                                  | 10                                                 | 11                                                 | 12                                                 | Năm                                                |
| ------------------------------------------------------ | -------------------------------------------------- | -------------------------------------------------- | -------------------------------------------------- | -------------------------------------------------- | -------------------------------------------------- | -------------------------------------------------- | -------------------------------------------------- | -------------------------------------------------- | -------------------------------------------------- | -------------------------------------------------- | -------------------------------------------------- | -------------------------------------------------- | -------------------------------------------------- |
| Cao kỉ lục °C (°F)                                     | 21.7 (71.1)                                        | 23.8 (74.8)                                        | 27.3 (81.1)                                        | 26.8 (80.2)                                        | 32.0 (89.6)                                        | 35.4 (95.7)                                        | 37.2 (99.0)                                        | 37.1 (98.8)                                        | 33.0 (91.4)                                        | 30.4 (86.7)                                        | 21.4 (70.5)                                        | 18.1 (64.6)                                        | 37.2 (99.0)                                        |
| Trung bình ngày tối đa °C (°F)                         | 5.9 (42.6)                                         | 9.0 (48.2)                                         | 14.3 (57.7)                                        | 17.4 (63.3)                                        | 22.3 (72.1)                                        | 26.2 (79.2)                                        | 29.2 (84.6)                                        | 28.5 (83.3)                                        | 24.4 (75.9)                                        | 17.8 (64.0)                                        | 10.7 (51.3)                                        | 6.4 (43.5)                                         | 17.7 (63.9)                                        |
| Trung bình ngày °C (°F)                                | 2.5 (36.5)                                         | 4.7 (40.5)                                         | 9.0 (48.2)                                         | 12.2 (54.0)                                        | 17.0 (62.6)                                        | 20.8 (69.4)                                        | 23.6 (74.5)                                        | 23.0 (73.4)                                        | 19.2 (66.6)                                        | 13.4 (56.1)                                        | 7.2 (45.0)                                         | 3.3 (37.9)                                         | 13.0 (55.4)                                        |
| Tối thiểu trung bình ngày °C (°F)                      | −0.9 (30.4)                                        | 0.3 (32.5)                                         | 3.8 (38.8)                                         | 7.0 (44.6)                                         | 11.6 (52.9)                                        | 15.4 (59.7)                                        | 18.0 (64.4)                                        | 17.6 (63.7)                                        | 14.0 (57.2)                                        | 9.0 (48.2)                                         | 3.7 (38.7)                                         | 0.1 (32.2)                                         | 8.3 (46.9)                                         |
| Thấp kỉ lục °C (°F)                                    | −14.4 (6.1)                                        | −12.8 (9.0)                                        | −5.6 (21.9)                                        | −2.4 (27.7)                                        | 1.2 (34.2)                                         | 8.0 (46.4)                                         | 10.1 (50.2)                                        | 8.4 (47.1)                                         | 3.0 (37.4)                                         | −6.0 (21.2)                                        | −6.0 (21.2)                                        | −9.9 (14.2)                                        | −14.4 (6.1)                                        |
| Lượng Giáng thủy trung bình mm (inches)                | 58.7 (2.31)                                        | 49.2 (1.94)                                        | 65.0 (2.56)                                        | 75.5 (2.97)                                        | 95.5 (3.76)                                        | 66.7 (2.63)                                        | 66.8 (2.63)                                        | 88.8 (3.50)                                        | 93.1 (3.67)                                        | 122.4 (4.82)                                       | 76.7 (3.02)                                        | 61.7 (2.43)                                        | 920.1 (36.22)                                      |
| Số ngày giáng thủy trung bình (≥ 1.0 mm)               | 6.7                                                | 5.3                                                | 6.7                                                | 8.1                                                | 8.9                                                | 7.7                                                | 5.4                                                | 7.1                                                | 6.1                                                | 8.3                                                | 6.4                                                | 6.3                                                | 83.0                                               |
| Độ ẩm tương đối trung bình (%)                         | 86                                                 | 78                                                 | 71                                                 | 75                                                 | 72                                                 | 71                                                 | 71                                                 | 72                                                 | 74                                                 | 81                                                 | 85                                                 | 86                                                 | 77                                                 |
| Số giờ nắng trung bình tháng                           | 58.9                                               | 96.1                                               | 151.9                                              | 177.0                                              | 210.8                                              | 243.0                                              | 285.2                                              | 251.1                                              | 186.0                                              | 130.2                                              | 66.0                                               | 58.9                                               | 1.915,1                                            |
| Nguồn: Servizio Meteorologico (nắng, độ ẩm, 1961–1990) |                                                    |                                                    |                                                    |                                                    |                                                    |                                                    |                                                    |                                                    |                                                    |                                                    |                                                    |                                                    |                                                    |

## Văn hóa
Corvetto là quận nghệ thuật đương đại của Milano

.

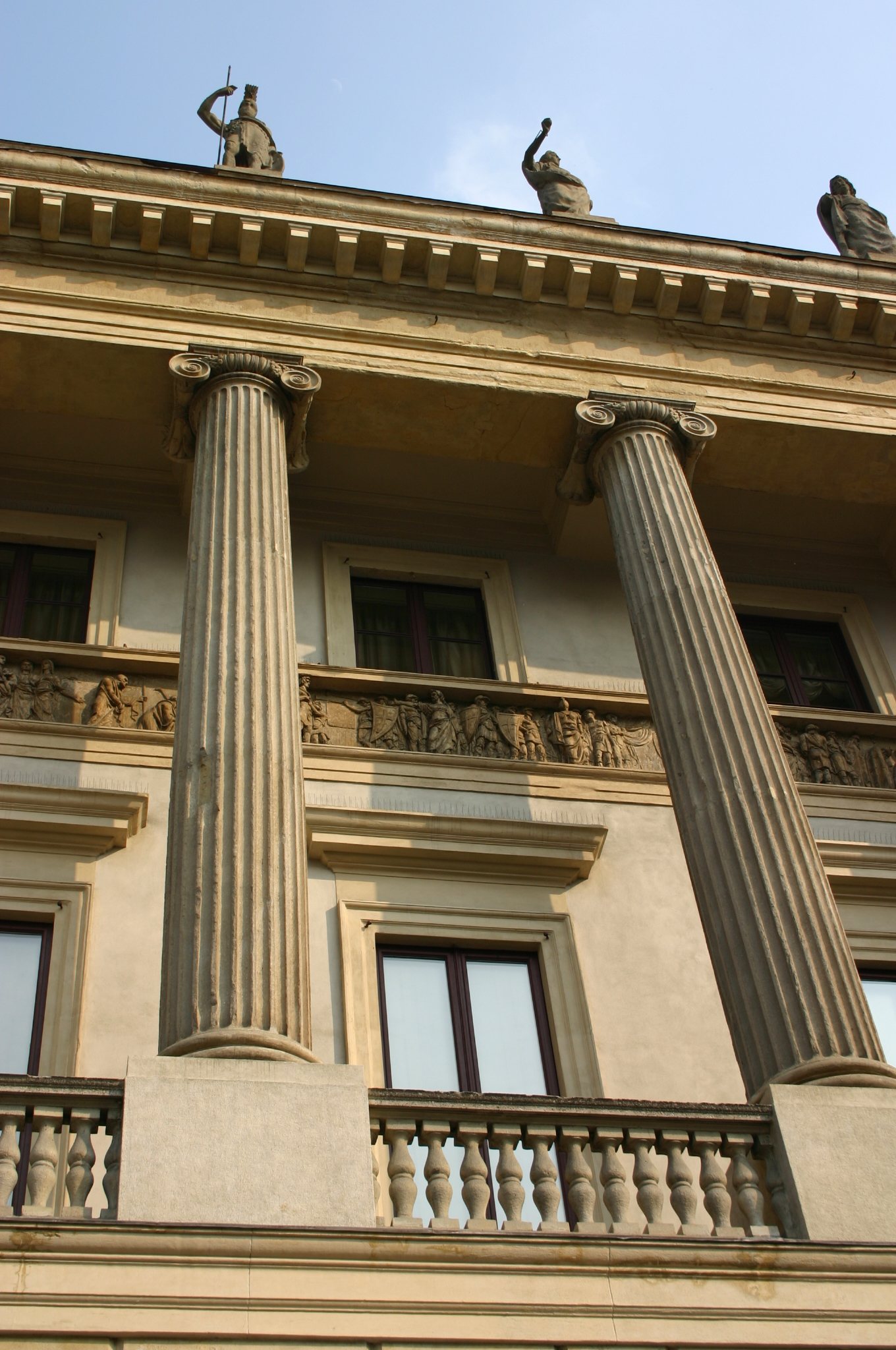
Palazzo Saporiti ở Corso Venezia, 1 ví dụ điển hình của thời đại tân cổ điển Milano.

Nền văn hóa của Milano phát triển trong nhiều thế kỉ qua và in dấu vết của nhiều nền văn hóa khác nhau như Ý, Pháp, Áo,Đức, Tây Ban Nha qua sự hiện diện của nhiều cộng đồng người khác nhau trong thành phố. Ngày nay Milano là nơi tập trung nhiều học viện văn hóa, giáo dục nghệ thuật của cả nước như: triển lãm nghệ thuật Brera và học viện nghệ thuật Teatro alla Scala, Pinacoteca Ambrosiana, và trường đại học Bocconi và các trường kinh tế, Milano còn được biết đến trên các lĩnh vực có tầm ảnh hưởng ra ngoài nước như: kinh tế, thiết kế và thời trang. Milano có 1 giọng địa phương đặc trưng được gọi là Milanese, có rất nhiều bài hát và các tác phẩm văn học được sáng tác bằng giọng điệu này như "O mia bella Madonnina". Ngày nay, Milano được xem là 1 thành phố hiện đại, mặc dù nhiều công trình đã bị phá hủy trong thế chiến thứ 2 nhưng nơi đây vẫn còn tồn tại một số lượng lớn các cảnh quan lịch sử và 1 di sản văn hóa cổ đại.

### Thiết kế
Milano là một trong những kinh đô về thiết kế công nghiệp và hiện đại, và là một trong những có tầm ảnh hưởng lớn trong các lĩnh vực này với những hàng nội thất kiểu cổ và hiện đại chất lượng cao và hàng hóa công nghiệp. Milano còn là nơi tổ chức FieraMilano, Europe’s biggest. Ngoài ra, Milano còn là địa điểm chính diễn ra các sư kiện liên quan đến thiết kế và kiến trúc như là "Fuori Salone" và "Salone del Mobile".
Vào những thập niên 50 và 60, Milano là trung tâm công nghiệp của Ý và là một trong những thành phố sôi động và phát triển cùng với Turin, các thiết kế và kiến trúc của thủ đô Ý thời hậu chiến là các toà nhà chọc trời như Tòa nhà Pirelli và Tháp Velasca được xây dựng. Các nghệ sĩ như Bruno Munari, Lucio Fontana, Enrico Castellani và Piero Manzoni, đã từng sống và làm việc tại thành phố này.

### Văn học

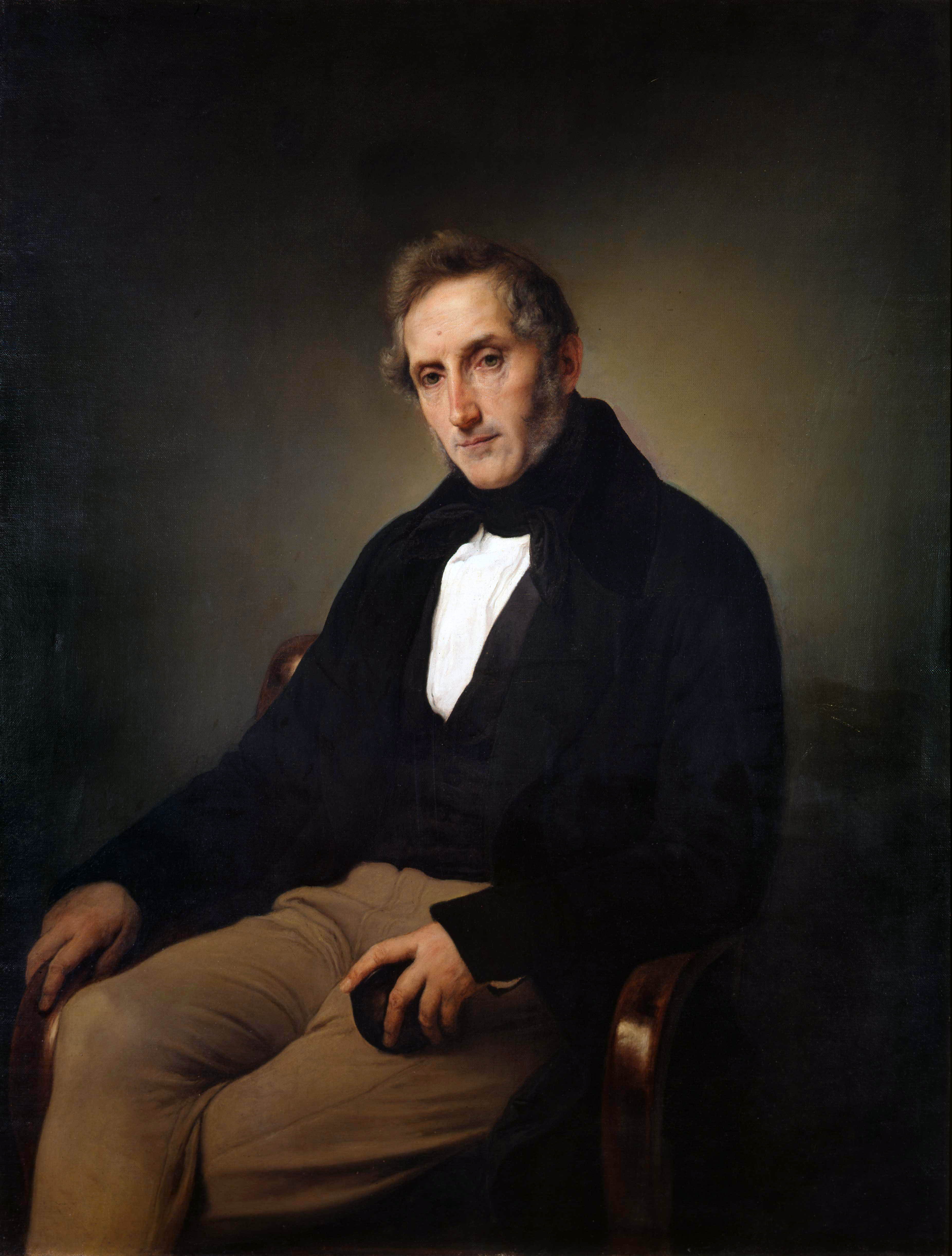
Alessandro Manzoni.

Cuối thế kỉ 18 và xuyên suốt thế kỉ 19, Milano là một trong những trung tâm tranh luận trí tuệ và sáng tạo văn chương. Phong trào khai sáng đã phát triển từ đây. Trong những năm đầu của thế kỉ 19, văn học lãng mạn có nhiều ảnh hưởng dối với cuộc sống tại đây. Cũng tại đây, Giuseppe Parini, và Ugo Foscolo đã xuất bản những tác phẩm quan trọng nhất của họ, các tác phẩm này nhậm được nhiều sự ngưỡng mộ của các nhà thơ trẻ cũng như nhiều chuyên gia trong lĩnh vực. Bài thơ Dei Sepocri của Foscolo sáng tác dựa theo một đạo luật của Napoleon, đạo luật chống lại đại đa ý muốn của sân chúng – đã được truyền bá rộng rãi khắp nơi trong thành phố.
Trong thập niên thứ ba của thế kỉ 19, Alessandro Manzoni đã viết cuố tiểu thuyết I Promessi Sposi, được coi là tuyên ngôn chủ nghĩa lãng mạn của Ý. Các bài báo của những nhà thi ca lãng mạn và yêu nước như Silvio Pellico, Giovanni Berchet, Ludovico di Breme, xuất hiện định kì trên Il Conciliatore.
Sau khi nước Ý thống nhất vào năm 1861 thì Milano mất đi dần vị trí chính trị của nó nhưng vẫn duy trì được vị trí trung tâm trong các cuộc tranh luận về văn hóa, Ý tưởng mới và các phong trào từ các nước châu Âu khác đã được chấp thuận và bàn luận:Chủ nghĩ hiện thực và chủ nghĩa tự nhiên đã cho ra đời 1 phong trào ở Ý là Verismo. Tiểu thuyết gia nổi tiếng của phong trào Verismo, Giovanni Verga, sinh ra ở Sicilia nhưng lại viết những quấn sách quan trọng nhất của ông tại Milano.

### Thời trang
Milano được mệnh danh là một trong những kinh đô thời trang của thế giới cùng với New York, Paris và Luân Đôn. Các thương hiệu thời trang nổi tiếng ở Milano như là Valentino, Gucci, Versace, Prada, Armani và Dolce & Gabbana hiện đặt trụ sở chính tại đây. Rất nhiều các nhãn hiệu thời trang quốc tế cũng đặt trụ sở chính tại Milano. Đây cũng là nơi diễn ra tuần lễ thời trang Milano 2 lần 1 năm, tương tự tại các kinh đô thời trang khác như Paris, London, Tokyo, và New York. Một số các con phố mua sắm ở Milano được mệnh danh là tứ giác thời trang. Các khu phố mua sắm nổi tiếng (Via Monte Napoleone, Via della Spiga, Via Sant'Andrea, Via Manzoni và Corso Venezia), cùng với Galleria Vittorio Emanuele II, Piazza del Duomo, Via Dante và Corso Buenos Aires là những quảng trường và khu phố mua sắm có uy tín. Mario Prada nhà sáng lập của hang thời trang nổi tiếng Prada, đã được sinh ra tại đây đã góp phần xây dựng nơi đây thành một trong những kinh đô thời trang của thế giới.

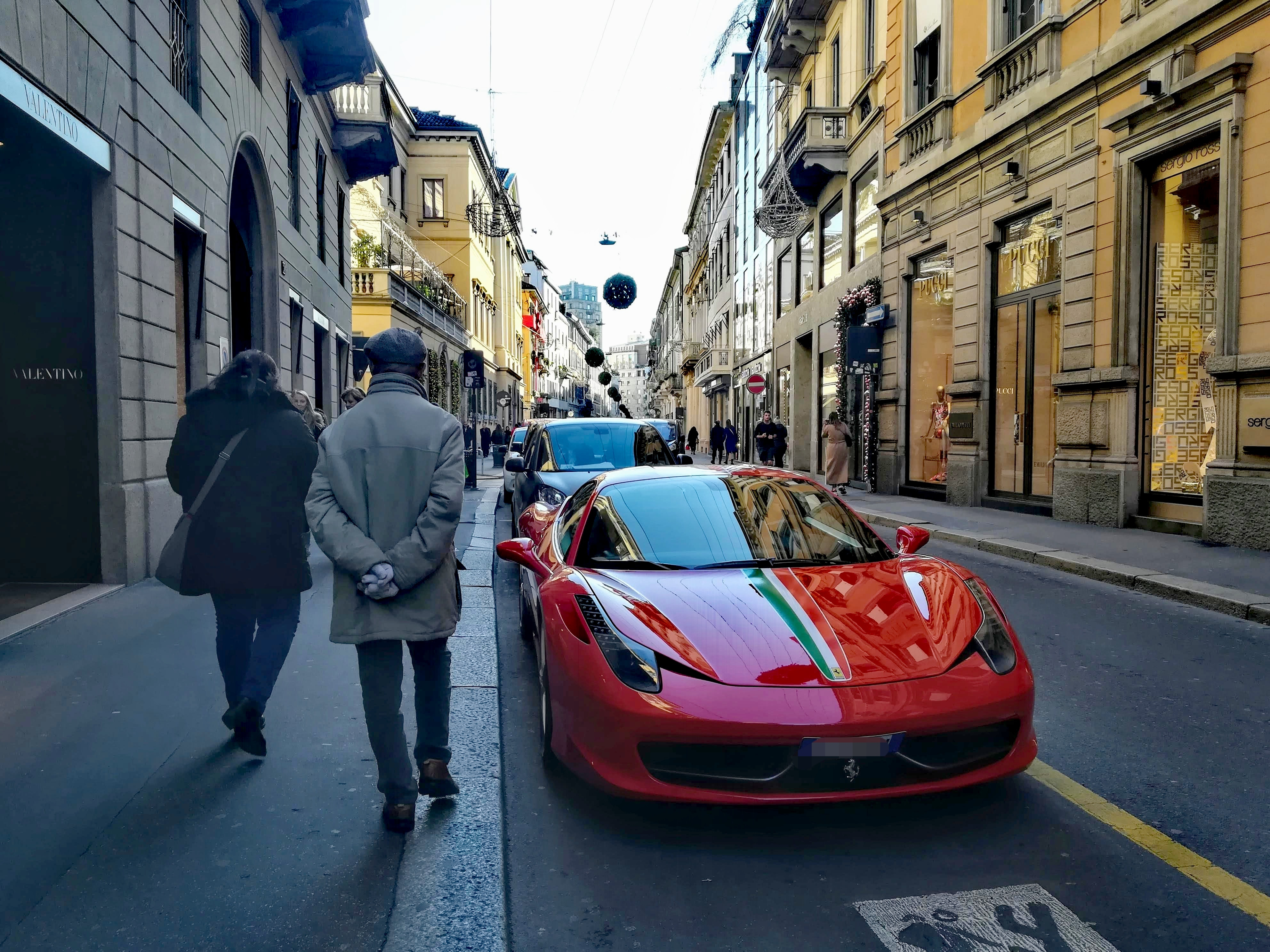
Phố Monte Napoleone, một trong các khu phố mua sắm uy tín trên thế giới và "tứ giác thời trang milano "
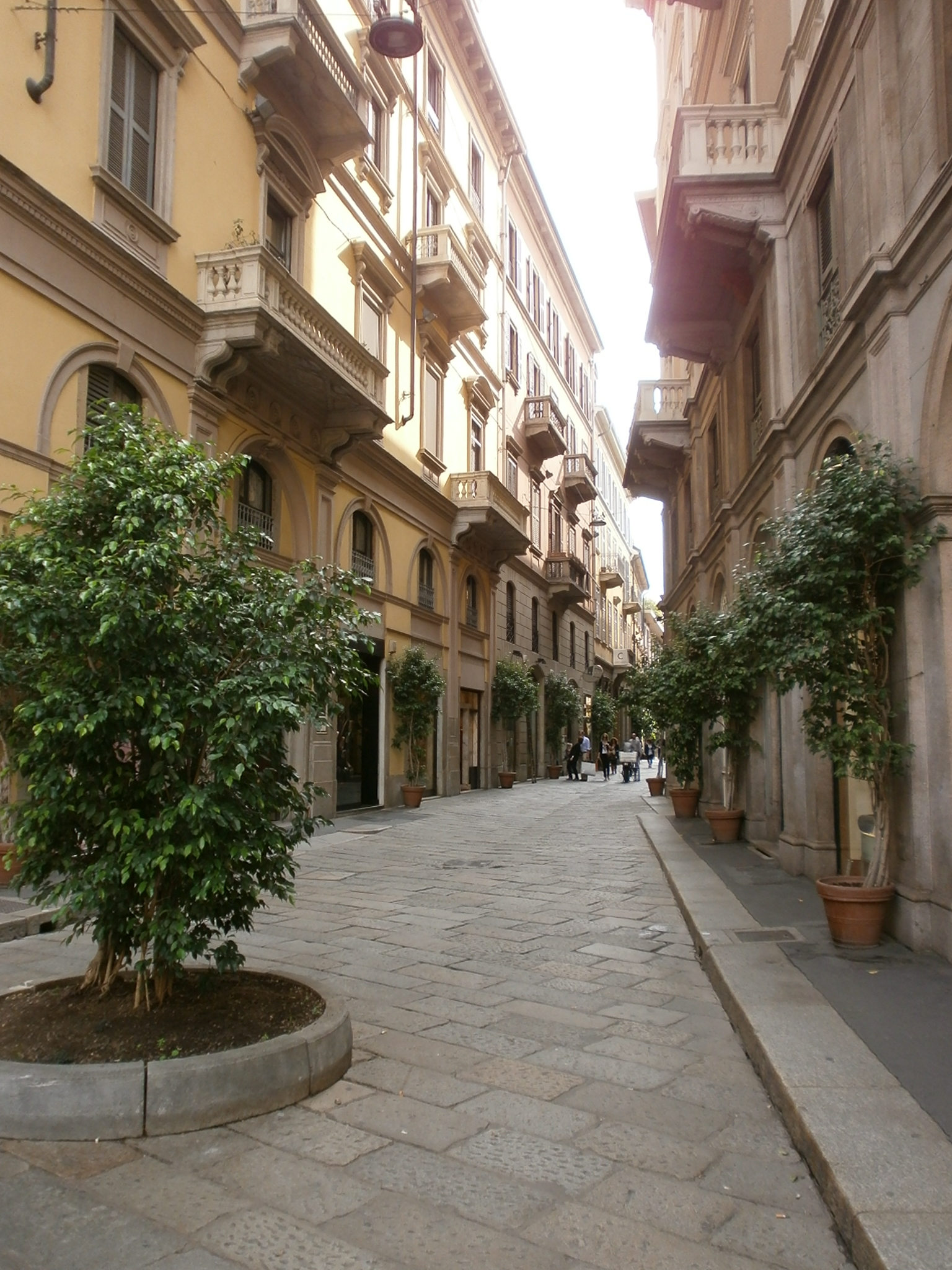
Phố Spiga
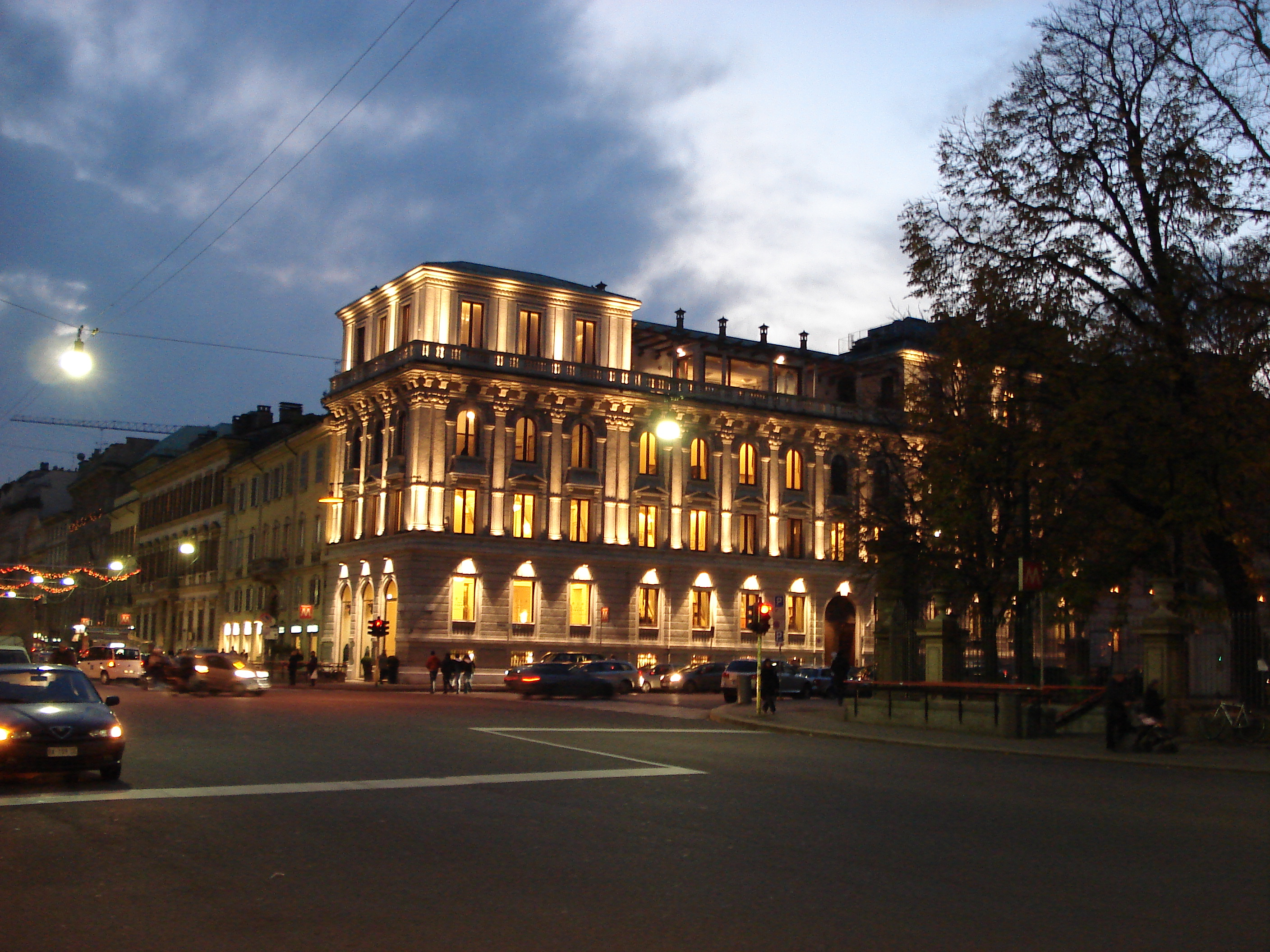
Corso Venezia
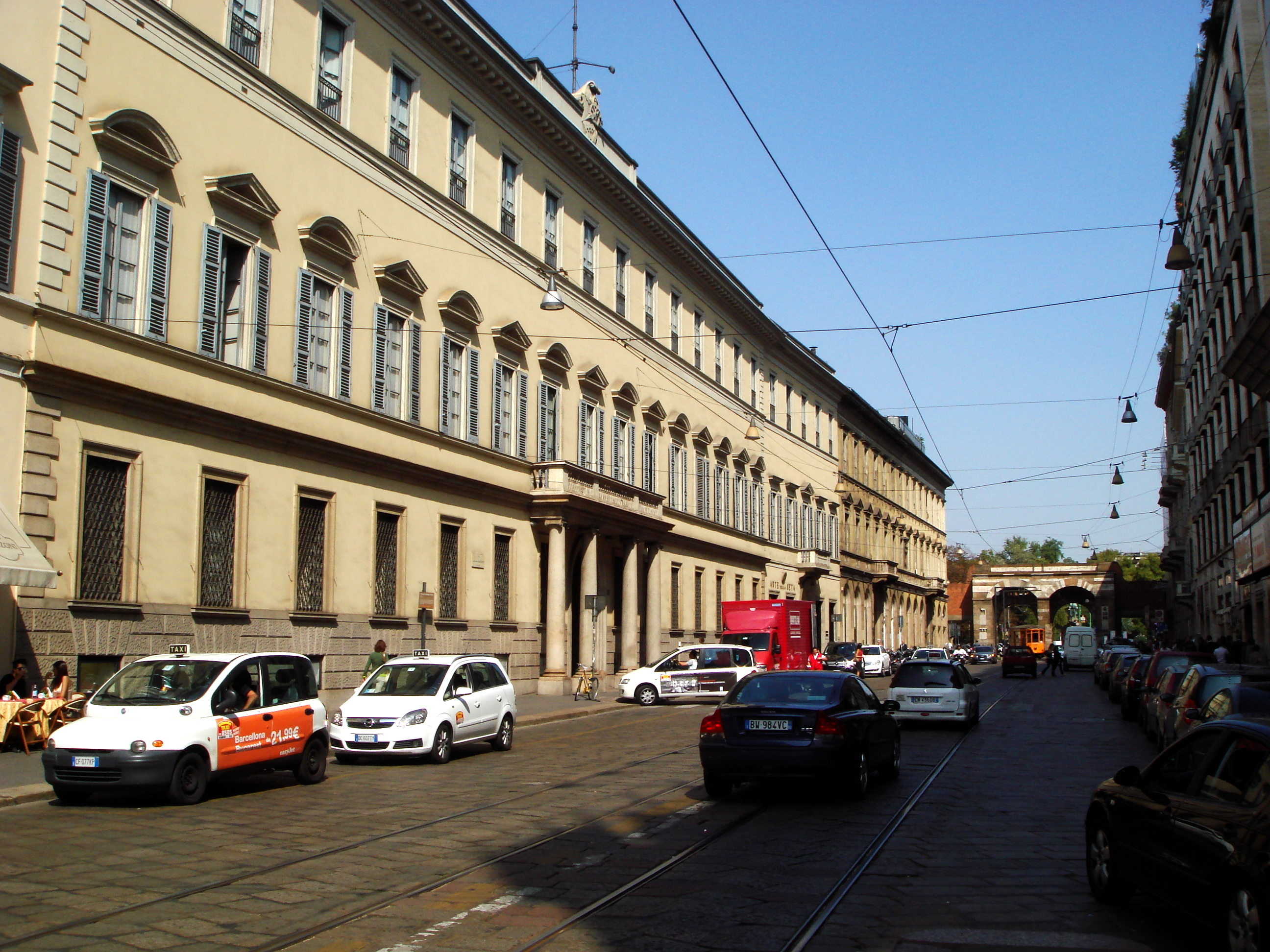
Phố Manzoni

### Truyền thông
Milano là nơi đạt trụ sở của nhiều hãng thông tấn địa phương, trong nước cũng như ngoài nước chẳng hạn như báo, tạp chí, đài truyền hình và đài phát thanh.
Báo
| - Corriere della Sera - Il Foglio - Il Giornale - Il Giorno - Il Sole 24 Ore - Il Manifesto | - La Gazzetta dello Sport - La Padania - Libero - MF Milano Finanza |

Tạp chí
| - La Settimana Enigmistica - Abitare (tạp chí định kì hàng tháng về kiến trúc và thiết kế) - Casabella (tạp chí định kì hàng tháng về kiến trúc và thiết kế) - Domus (tạp chí định kì hàng tháng về kiến trúc và thiết kế) - panorama (tuần san) - gente (tuần san) |

Radio
| - R101 - RTL 102.5 - Radio 105 Network - Virgin Radio Italia | - Radio Monte Carlo - Radio 24 - Radio DeeJay - Radio Classica |